# استان پادره اباد
استان پادره آباد (به اسپانیایی: Provincia de Padre Abad) یک استان در پرو است که در منطقه اوکایالی واقع شده‌است. استان پادره اباد ۸٬۸۲۲٫۵ کیلومتر مربع مساحت و ۵۰٬۵۹۰ نفر جمعیت دارد.